# Anachlysictis
L'anaclisicto (gen. Anachlysictis) è un mammifero marsupiale vissuto in Sudamerica durante il Miocene, nel periodo compreso da 13,8 a 11,8 milioni di anni fa.

## Descrizione
L’Anachlysictis, a differenza del suo parente più noto, Thylacosmilus, era più piccolo, del peso di circa 18 chilogrammi e le caratteristiche specializzate di quest'ultimo come le flange sulla mascella inferiore (per regolare le zanne) erano più piccole (a causa del canini superiori più corti, in termini di proporzioni) e privi del bordo dell'orbita dell'occhio, che conferirebbe al cranio un profilo appiattito. Si può presumere che la loro anatomia non fosse generalmente così specializzata come quella dei suoi parenti successivi (potrebbe trattarsi di una specie di congiunzione), ma aveva denti carnassiali per sbranare in modo più efficace la carne e aveva zanne piatte non arrotondate, situate appena sotto il naso mentre l'area di sistemazione del muscolo massetere (coinvolto nei movimenti della mascella) era ridotta. Questo perché, come in altre specie predatorie correlate dai denti a sciabola, come il Thylacosmilus e la tigre dai denti a sciabola Smilodon, questo muscolo viene ridotto, lasciando più spazio all'articolazione della mascella per aumentare il suo angolo di apertura che, sebbene compensi il potere mandibolare, non hanno bisogno di una forza morso così grande perché lasciano che i muscoli del collo ben sviluppati abbattano il cranio e permettano alle zanne di attraversare la carne della loro preda.

## Tassonomia
Fino alla scoperta dell’Anachlysictis si supponeva che Thylacosmilus fosse un parente stretto della famiglia Borhyaenidae, o addirittura un membro specializzato della stessa famiglia, essendo apparso nel tardo Miocene; le caratteristiche più primitive e la scoperta del genere Anachlysictis suggeriscono una precedente origine dei Thylacosmilidae alla base della superfamiglia Borhyaenoidea , la cui monofilia necessita di revisione. Tutt'oggi è stato creato una famiglia per accogliere, oltre al Thylacosmilus anche i generi Anachlysictis e Patagosmilus, quest'ultimo di recente scoperta.

## Paleobiologia
Questa specie è stata trovata nella Formazione di Villavieja nell'area di La Venta Fauna in Colombia, un famoso deposito fossile nel Miocene medio, basato su frammenti che includono una porzione anteriore della parte inferiore della mascella, un dente molare incipiente e un pezzo di carnassiale dalla parte anteriore della mascella. date le sue minori dimensioni e il luogo del ritrovamento, è possibile che fosse un predatore del sottobosco o comunque che ricoprisse la nicchia ecologica che oggi occupano mammiferi predatori di ridotte dimensioni come i Mustelidi o i Viverridi.